# Juruaia
Juruaia is een gemeente in de Braziliaanse deelstaat Minas Gerais. De gemeente telt 8.684 inwoners (schatting 2009).